# Santiago Villalba Mederos
Santiago "Pucho" Villalba Mederos (5 de junho de 1991) é um ex-fugitivo americano que foi adicionado à lista dos Dez Fugitivos Mais Procurados do FBI em 25 de setembro de 2017. Ele era procurado por dois assassinatos em Washington em 2010. Mederos foi o 515º fugitivo a ser incluído na lista dos Dez Fugitivos Mais Procurados do FBI. O FBI ofereceu uma recompensa de até US $ 100.000 por informações que levassem à sua captura. Ele foi capturado em Tenancingo, México, em 5 de junho de 2020.

## Assassinatos
Em 7 de fevereiro de 2010, Mederos e seis outros membros de gangue estavam dirigindo uma van roubada por Tacoma, Washington, em busca de membros de gangues rivais. Eles estavam atrás da gangue em retaliação por um tiroteio ocorrido dois dias antes, no qual um membro de sua gangue foi gravemente ferido. Eles se depararam com Camille Love, de 20 anos, e seu irmão, Josh Love, de 19 anos. Camille estava dirigindo enquanto Josh estava sentado no banco do passageiro do veículo. Eles tinham acabado de sair de um jantar em família e estavam indo para a casa de um amigo. Os irmãos foram parados em um semáforo e estavam dentro de um carro vermelho, sendo que vermelho era a cor da gangue rival. Confundindo Josh com um membro da gangue rival, Mederos e pelo menos um outro membro da gangue abriram fogo contra o veículo. Eles mataram Camille e feriram Josh gravemente. Josh levou dois tiros e foi atingido no braço e na lateral do corpo. Nem Josh ou Camille estavam associados a qualquer gangue.
Em 25 de março de 2010, Mederos e outro membro da gangue saquearam um carro. Eles suspeitaram que o dono do carro devia dinheiro à gangue. A dupla então brigou com três outros homens que os confrontaram. Mederos atirou no grupo de pessoas atingindo fatalmente Saul Lucas-Alfonso, de 25 anos. Lucas-Alfonso novamente não estava associado a nenhuma gangue.